# Bundesarbeitsgemeinschaft Inklusionsfirmen
Die Bundesarbeitsgemeinschaft Inklusionsfirmen e. V. (bag if) ist die Interessenvertretung der Inklusionsunternehmen (vormals Integrationsprojekte) in Deutschland mit Sitz in Berlin und Bielefeld. Sie setzt sich für die gleichberechtigte Teilhabe im allgemeinen Arbeitsmarkt von Menschen mit und ohne Behinderungen ein.
Die bag if geht aus dem 1985 gegründeten FAF e. V. (Verein zur Förderung von Arbeitsinitiativen und Firmenprojekten) hervor, der sich 1995 in die Bundesarbeitsgemeinschaft Integrationsfirmen e. V. und FAF gemeinnützige GmbH aufgliederte. 2017 erfolgte die Namensänderung in Bundesarbeitsgemeinschaft Inklusionsfirmen e. V.

## Aufgaben und Mitgliedschaften
Die bag if vertritt die Interessen von rund 900 Inklusionsunternehmen und mehr als 28.000 Beschäftigten auf nationaler und internationaler Ebene.
Sie leistet Lobbyarbeit für Inklusionsunternehmen und Initiativen zur Schaffung von Arbeitsplätzen für Menschen mit Behinderung. Dazu arbeitet sie eng mit den Integrationsämtern und deren Bundesarbeitsgemeinschaft (BIH) sowie der Agentur für Arbeit zusammen. Die bag if ist außerdem im Beirat für die Teilhabe behinderter Menschen beim Bundesministerium für Arbeit und Soziales vertreten.
Die bag if informiert, unterstützt und vernetzt Inklusionsunternehmen mit dem Ziel, die inklusive Teilhabe in Deutschland nachhaltig zu prägen.
Die bag if ist Gründungsmitglied von CEFEC – Confederation of European Social Firms, Employment Initiatives and Social und EuCIE – European Confederation of Inclusive Enterprises employing people with disabilities, beides europäische Initiativen zur Förderung inklusiver Unternehmen.

## Organisation

### Vorstand
Die Aktivitäten der Bundesarbeitsgemeinschaft werden vom gewählten geschäftsführenden Vorstand gesteuert. Der 1. Vorsitzende ist Ulrich Adlhoch.

### Landesarbeitsgemeinschaften
Die 16 Landesarbeitsgemeinschaften sind die Landesvertretungen der bag if. Sie vertreten die Interessen der Inklusionsunternehmen gegenüber Politik und Verwaltung auf Landesebene. Die Sprechergremien der Landesarbeitsgemeinschaften entsenden jeweils eine Person in den erweiterten Vorstand der Bundesarbeitsgemeinschaft.

### Fachpolitischer Beirat
Der fachpolitische Beirat unterstützt die Bundesarbeitsgemeinschaft Inklusionsfirmen bei der Entwicklung und Umsetzung ihrer fachlichen und politischen Ziele.
Dem fachpolitischen Beirat der bag if gehören der Beauftragte der Bundesregierung für die Belange von Menschen mit Behinderungen, die behindertenpolitischen Sprecher von fünf Bundestagsfraktionen sowie weitere Experten an.
Vorsitzender des fachpolitischen Beirats ist Ulrich Adlhoch.

### Geschäftsführung
Geschäftsführerin der Bundesarbeitsgemeinschaft Inklusionsfirmen ist Claudia Rustige.